# Kiss Adél
Kiss Adél (Budapest, 1982–) magyar festőművész.

## Tanulmányok
Érettségi vizsgát a József Attila Gimnáziumban (Monor) tett 2000-ben, majd felvételt nyert az egri Eszterházy Károly Főiskola rajz-vizuális kommunikáció szakára, valamint 2002-ben a Magyar Képzőművészeti Egyetem festő szakára, ahol 2007-ben szerzett festőművész és művészeti rajz, művészettörténet tanári diplomát.
Mesterei: Maurer Dóra, Kossuth-díjas festőművész, Földi Péter Munkácsy Mihály-díjas és Kossuth-díjas festőművész és Nagy B. István Munkácsy-díjas festőművész.

## Kiállításai

### Önálló kiállítások
- 2010 Tolnay Szalon, Madách Színház, Budapest
- 2010 Monar Galéria, Séta az erdőben, Monor
- 2009 ELTE*BTK Alkalmazott Nyelvészeti Tanszék, Budapest
- 2008 Vigadó Kulturális és Civil Központ, Monor
- 2008 Ciris magánklinika, Budapest
- 2008 ELTE BTK Alkalmazott Nyelvészeti Tanszék, Budapest
- 2008 PSZINAPSZIS 2008 Angyalföldi József Attila Művelődési Központ, Budapest
- 2007 Léleklenyomatok c. kiállítás, Rózsa Galéria
- 2007 Rózsa Galéria, Budapest

### Csoportos kiállítások /válogatás/
- 2010 EXPECTATIONS, Collegium Hungaricum Berlin, Berlin
- 2010 XXII. EKSZPANZIÓ, Visegrád, Királyi Palota
- 2010 XXII. EKSZPANZIÓ, Visegrád, „Hullámverés” - közös performance Dénes Imrével
- 2009 XVII. Arcok és Sorsok Országos Portré Biennálé, Hatvan, Moldvay Győző Galéria
- 2009 XXI. EKSZPANZIÓ, Visegrád, "Találkozás" - közös performance Dénes Imrével
- 2009 Elefántparádé köztéri szoborkiállítás, Westend City Center, Budapesten
- 2009 „Közös nevező”, Monor Vigadó Galéria
- 2008 Utca 2008, Gödör Klub, Erzsébet tér, Budapest
- 2008 facebook 3.0, APRoPODIUM Galéria, kurátor: Nádudvari Noémi, Budapest
- 2008 Balassi Intézet, Budapest
- 2008 MAG Ház, Maglód
- 2008 VálasztásVAM csoportos kiállítás, Vam Design Center, Budapest
- 2007 Az E.ON Földgáz Zrt. „Tiszta energia” címmel meghirdetett művészeti pályázatának kiállítása, Budapest
- 2007 XVI. Arcok és Sorsok Országos Portré Biennálé, Hatvan, Moldvay Győző Galéria
- 2007. „Reményt s jövőt adok nektek”  pályázat kiállítása a Szakrális Művészetek Hete keretein belül, Budapesti Műszaki Egyetem, Aula, Budapest
- 2007 Best of Diploma, Magyar Képzőművészeti Egyetem, Barcsay terem, Budapest
- 2007 Nürnberg, “Arche Noah” - „ Noé bárkája”, Maurer osztály kiállítása
- 2007 MKE Festőszakos Diplomakiállítás - Magyar Képzőművészeti Egyetem, Barcsay terem, Budapest
- 2007 „Reményt s jövőt adok nektek” pályázat kiállítása, Incoronata Székház, Budapest
- 2007 Szemtől szemben, Pethő Anikó festőművésszel, Ökumenikus Általános Iskola, Monor
- 2007 Kempinski Hotel, Aukciós vásár
- 2006 München – Budapest, Magyar Képzőművészeti Egyetem, Aula, Budapest, Prof. ANKE DOBERAUER és CHILF MÁRIA vezetésével a Müncheni Képzőművészeti Akadémia és a Magyar Képzőművészeti Egyetem (Maurer Dóra osztály) diákjainak kiállítása
- 2006 Amadeus pályázat kiállítása, Barcsay terem, Budapest
- 2005 Epreskert / Festőnövendékek kiállítása, Artcafe Okker, Budapest
- 2005 XV. Arcok és Sorsok Országos Portré Biennálé, Hatvan, Moldvay Győző Galéria
- 2005 „Méreten Aluli” c. kiállítás, Várfok Galéria, Budapest
- 2005 GEO II, Magyar Állami Földtani Intézet, Budapest
- 2004 Játék mindenkép(p)en, Artpool P60 galéria, Budapest
- 2003 PORTRAIT X, Goethe Intézet, Budapest
- 2003 NYOLC RETINA, Benczúr Ház, Benczúr Galéria, Budapest
- 2003 Nomadea 2003 alkotótábor közös kiállítása, Monor, Vigadó Galéria
- 2002 SZÍN, Magyar Képzőművészeti Egyetem, Aula, Budapest
- 2002 Monor, Vigadó Galéria